# Wasserturm am Bahnhof Leeste
Der ehemalige Wasserturm am Bahnhof Leeste in Weyhe, Ortsteil Leeste, Leester Straße 88 und Irrgarten, stammt von 1909.
Das Gebäude steht unter Denkmalschutz (Siehe auch Liste der Baudenkmale in Weyhe).

## Geschichte
Das dreigeschossige verklinkerte Gebäude von 1909 mit Zeltdach und einem breiten Gesims diente als Wasserturm der Versorgung der Kleinbahn von 1908, der späteren Bremen-Thedinghauser Eisenbahn GmbH (BTE), die bis 1955 im Personenverkehr die Strecke befuhr.
Neben dem Turm steht der eingeschossige denkmalgeschützte Lokschuppen der Bahn. Nach langem Leerstand des Turmes wurde noch keine neue Nutzung gefunden.